# Hilde Gerg
Hilde Gerg, född 19 oktober 1975, tidigare professionell tysk alpinskidåkare. Under sin karriär vann hon 19 världscuptävlingar, guld och brons  vid Olympiska vinterspelen 1998 i Nagano, och fyra världmästerskapsmedaljer varav ett guld. Karriären avslutades på grund av skador i november 2005.

## Världscupsegrar
| Datum            | Plats             | Tävlingsform |
| ---------------- | ----------------- | ------------ |
| 5 februari 1994  | Sierra Nevada     | Super-G      |
| 20 december 1997 | Val-d'Isère       | Kombination  |
| 11 januari 1998  | Bormio            | Slalom       |
| 31 januari 1998  | Åre               | Kombination  |
| 18 december 1998 | Veysonnaz         | Störtlopp    |
| 20 december 1998 | Veysonnaz         | Kombination  |
| 2 januari 1999   | Maribor           | Super-G      |
| 8 mars 2001      | Åre               | Störtlopp    |
| 15 december 2001 | Val/d-Isere       | Super-G      |
| 11 januari 2002  | Saalbach          | Störtlopp    |
| 12 januari 2002  | Saalbach          | Störtlopp    |
| 25 januari 2002  | Cortina d'Ampezzo | Super-G      |
| 12 mars 2002     | Saalbach          | Störtlopp    |
| 29 november 2002 | Aspen             | Super-G      |
| 6 december 2002  | Lake Louise       | Störtlopp    |
| 7 januari 2004   | Cortina d'Ampezzo | Störtlopp    |
| 11 januari 2004  | Veysonnaz         | Super-G      |
| 4 december 2004  | Lake Louise       | Störtlopp    |
| 21 december 2004 | St. Moritz        | Super-G      |